# Isonychia georgiae
Isonychia georgiae är en dagsländeart som beskrevs av Mcdunnough 1931. Isonychia georgiae ingår i släktet Isonychia och familjen Isonychiidae. Inga underarter finns listade i Catalogue of Life.